# Liste der Präsidenten der belgischen Abgeordnetenkammer
In nachfolgender Liste sind die Präsidenten der belgischen Abgeordnetenkammer (niederländisch: Voorzitter van de Belgische Kamer van Volksvertegenwoordigers, französisch: Président de la Chambre des Représentants belge) von ihrer Gründung an im Jahr 1831 bis heute angeführt. Der Präsident der Abgeordnetenkammer hat den Vorsitz des Plenums und des Präsidiums inne. Seit dem 13. Oktober 2020 belegt Eliane Tillieux (Parti Socialiste) dieses Amt.
| Name                                 | Amtsbeginn         | Amtsende           | Partei     |
| ------------------------------------ | ------------------ | ------------------ | ---------- |
| Étienne Constantin Baron de Gerlache | 10. September 1831 | 18. Juli 1832      | Katholisch |
| Jean Raikem                          | 10. November 1832  | 24. Mai 1839       | Katholisch |
| Isidore Fallon                       | 18. November 1839  | 10. September 1842 | Katholisch |
| Jean Raikem                          | 9. Oktober 1842    | 6. April 1843      | Katholisch |
| Charles Liedts                       | 17. November 1843  | 20. Mai 1848       | Liberal    |
| Pierre-Théodore Verhaegen            | 28. Juni 1848      | 3. April 1852      | Liberal    |
| Noël Delfosse                        | 26. Oktober 1852   | 24. April 1855     | Liberal    |
| Josse Joseph de Lehaye               | 25. April 1855     | 13. Juni 1857      | Liberal    |
| Pierre-Théodore Verhaegen            | 17. Dezember 1857  | 30. Mai 1859       | Liberal    |
| Auguste Orts                         | 19. Juli 1859      | 18. Juli 1860      | Liberal    |
| Désiré Vervoort                      | 23. November 1860  | 27. Mai 1863       | Liberal    |
| Ernest Vandenpeereboom               | 15. Dezember 1863  | 23. August 1867    | Liberal    |
| Hubert Dolez                         | 23. Oktober 1867   | 20. Mai 1870       | Liberal    |
| Vicomte Charles Vilain XIIII         | 11. August 1870    | 26. Juli 1871      | Katholisch |
| Xavier Victor Thibaut                | 15. November 1871  | 29. Mai 1878       | Katholisch |
| Charles Rogier                       | 1. August 1878     | 26. August 1878    | Liberal    |
| Jules Louis Guillery                 | 13. November 1878  | 10. März 1881      | Liberal    |
| Joseph Jules Descamps                | 22. März 1881      | 17. Mai 1884       | Liberal    |
| Xavier Victor Thibaut                | 23. Juli 1884      | 2. September 1884  | Katholisch |
| Théophile de Lantsheere              | 12. November 1884  | 25. November 1895  | Katholisch |
| Auguste Beernaert                    | 30. Januar 1896    | 7. Mai 1900        | Katholisch |
| Louis De Sadeleer                    | 18. Juli 1900      | 8. November 1901   | Katholisch |
| Frans Schollaert                     | 12. November 1901  | 9. Januar 1908     | Katholisch |
| Gerhard Cooreman                     | 16. Januar 1908    | 8. August 1912     | Katholisch |
| Frans Schollaert                     | 12. November 1912  | 29. Juni 1917      | Katholisch |
| Prosper Poullet                      | 28. November 1918  | 13. Oktober 1919   | Katholisch |
| Emile Brunet                         | 10. Dezember 1919  | 6. August 1928     | POB-BWP    |
| Emile Tibbaut                        | 16. August 1928    | 5. September 1930  | Katholisch |
| Jules Poncelet                       | 11. November 1930  | 13. April 1936     | Katholisch |
| Camille Huysmans                     | 23. Juni 1936      | 6. März 1939       | PSB-BSP    |
| Frans Van Cauwelaert                 | 21. April 1939     | 12. März 1954      | CVP-PSC    |
| Camille Huysmans                     | 27. April 1954     | 11. November 1958  | PSB-BSP    |
| Paul Kronacker                       | 11. November 1958  | 17. April 1961     | Liberal    |
| Achille Van Acker                    | 18. April 1961     | 30. April 1974     | PSB-BSP    |
| André Dequae                         | 30. April 1974     | 7. Juni 1977       | CVP        |
| Edmond Leburton                      | 7. Juni 1977       | 3. April 1979      | PS         |
| Charles-Ferdinand Nothomb            | 3. April 1979      | 18. Mai 1980       | PSC        |
| Jean Defraigne                       | 18. Mai 1980       | 24. Oktober 1980   | PRL        |
| Joseph Michel                        | 24. Oktober 1980   | 18. Dezember 1981  | PSC        |
| Jean Defraigne                       | 18. Dezember 1981  | 19. Januar 1988    | PRL        |
| Erik Vankeirsbilck                   | 19. Januar 1988    | 10. Mai 1988       | CVP        |
| Charles-Ferdinand Nothomb            | 10. Mai 1988       | 12. April 1995     | PSC        |
| Jos Dupré                            | 12. April 1995     | 28. Juni 1995      | CVP        |
| Raymond Langendries                  | 28. Juni 1995      | 1. Juli 1999       | PSC        |
| Herman De Croo                       | 1. Juli 1999       | 12. Juli 2007      | VLD        |
| Herman Van Rompuy                    | 12. Juli 2007      | 30. Dezember 2008  | CD&V-N-VA  |
| Patrick Dewael                       | 31. Dezember 2008  | 20. Juli 2010      | Open VLD   |
| André Flahaut                        | 20. Juli 2010      | 30. Juni 2014      | PS         |
| Patrick Dewael                       | 30. Juni 2014      | 14. Oktober 2014   | Open VLD   |
| Siegfried Bracke                     | 14. Oktober 2014   | 20. Juni 2019      | N-VA       |
| Patrick Dewael                       | 27. Juni 2019      | 13. Oktober 2020   | Open VLD   |
| Eliane Tillieux                      | 13. Oktober 2020   | 10. Juli 2024      | PS         |
| Peter De Roover                      | 10. Juli 2024      | heute              | N-VA       |